# Rhamnidium pruinosum
Rhamnidium pruinosum är en brakvedsväxtart som beskrevs av Ignatz Urban. Rhamnidium pruinosum ingår i släktet Rhamnidium och familjen brakvedsväxter. Inga underarter finns listade i Catalogue of Life.